# Olof Norberg (tandläkare)
Olof Victor Norberg, född 7 november 1887 i Ödsmåls socken, död 10 juli 1972 i Danderyds församling, var en svensk tandläkare.
Olof Norberg var son till folkskolläraren Axel Ferdinand Norberg. Han avlade mogenhetsexamen i Helsingborg 1906 och tandläkarexamen 1910. Från 1910 var han praktiserande tandläkare i Stockholm. Norberg bedrev medicinska och röntgendiagnostiska studier vid Karolinska Institutet och studerade i Berlin, Amsterdam och Innsbruck. 1929 försvarade han vid Karolinska Institutet en avhandling enligt normer för medicine doktorsgrad. Den belönades 1931 av Svenska tandläkaresällskapet med Millerpriset. Norberg var assistentlärare i tandkirurgi vid Tandläkarinstitutet 1927–1939 och lärare och chef för tandkirurgiska avdelningen 1939–1943 samt var professor i tandkirurgi där från 1943. På inbjudan föreläste han i Helsingfors, Oslo, Berlin, Köln och Wien. Han var styrelseledamot i Sveriges tandläkareförbund 1922–1925 och redaktör för dess organ Sveriges tandläkareförbunds tidning 1923–1925 samt styrelseledamot 1931–1936 och ordförande 1943–1945 i Svenska tandläkaresällskapet och redaktör för dess organ Svensk tandläkaretidskrift 1931–1935. Förutom doktorsavhandlingen publicerade han en mängd vetenskapliga arbeten, behandlande odontologiska, anatomiska, embryologiska och histopatologiska ämnen.